# Hexacentrus stali
Hexacentrus stali är en insektsart som beskrevs av Krauss 1904. Hexacentrus stali ingår i släktet Hexacentrus och familjen vårtbitare. Inga underarter finns listade i Catalogue of Life.